# Histoire du Brésil pendant la Première Guerre mondiale
 (mai 2014).
Si vous disposez d'ouvrages ou d'articles de référence ou si vous connaissez des sites web de qualité traitant du thème abordé ici, merci de compléter l'article en donnant les références utiles à sa vérifiabilité et en les liant à la section « Notes et références ».

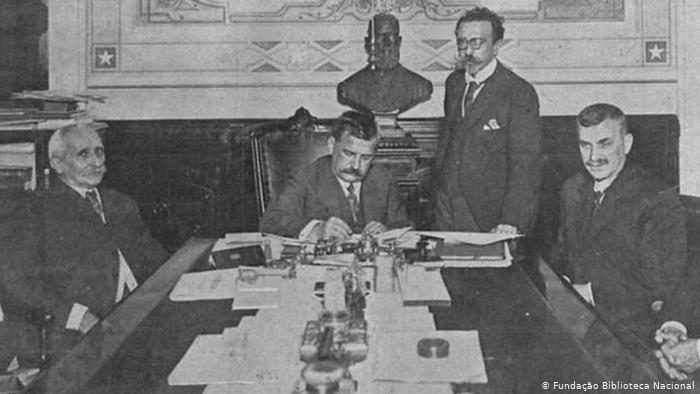
Photographie du président brésilien Venceslau Brás déclarant la guerre aux Empires centraux.

Malgré ses divisions politiques internes, le Brésil pendant la Première Guerre mondiale déclare la guerre à la Triplice le 26 octobre 1917, après de multiples torpillages de navires de commerce brésiliens par des sous-marins allemands, mettant un terme à une longue période de neutralité. Cette déclaration de guerre est faite dans un contexte de grèves et de mouvements pacifistes. Ces derniers reprochent au gouvernement sa politique extérieure, qu'ils estiment conçue pour détourner les Brésiliens des préoccupations intérieures, notamment économiques et sociales. 
La contribution du Brésil est modeste, visant plus une dimension symbolique qu'une affirmation militaire de premier ordre. Il est le seul pays d'Amérique du Sud à participer à la Première Guerre mondiale au-delà d'une déclaration de guerre formelle. Ainsi, une vingtaine d'officiers et quelques sous officiers sont envoyés sur le front de l'Ouest, au début de l'été 1918, afin de préparer une intervention plus massive, et au moins deux sont blessés au combat. 
Sa principale action s'inscrit dans la bataille de l'Atlantique dans laquelle la marine brésilienne déploie plusieurs navires au sein de la « Division navale des opérations de guerre » (Divisão Naval em Operações de Guerra) qui opère le long de la côte Atlantique de l'Afrique du Nord. La flotte ayant comme destination la France est paralysée à Dakar par une épidémie de fièvre jaune et de grippe espagnole qui tue une centaine de marins.
Quelques centaines de latino-américains se sont engagés à titre individuel dans l'armée française ; le rapport établi par le député Henri Deslyons de Feuchin en 1924 fait état de 15 brésiliens tués dans ses rangs.